# Tarantella

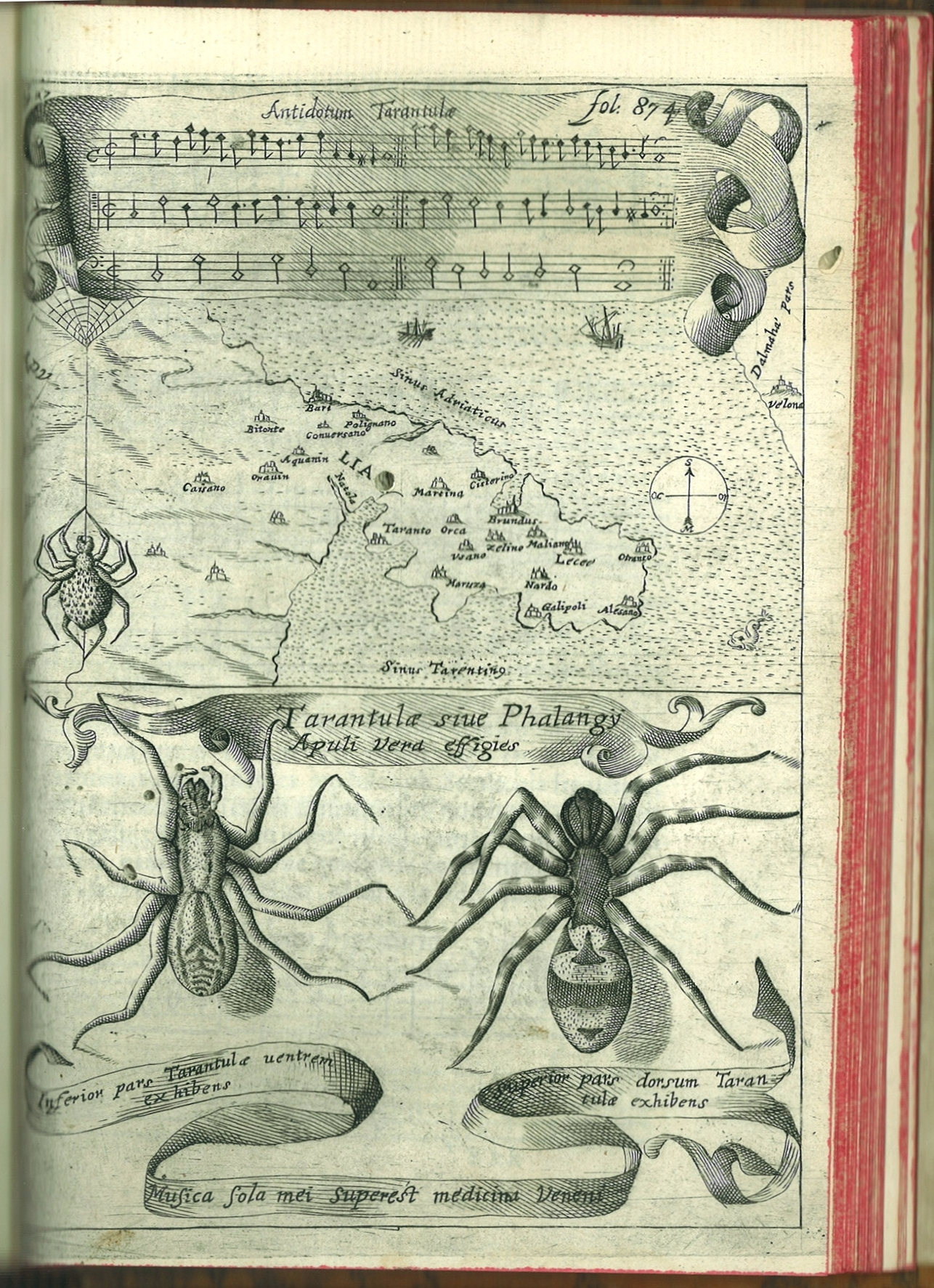
Athanasius Kircher (1641): Tarantella als Gegengift (antidotum tarantulae)

Die Tarantella (italienisch; spanisch Tarantela) ist ein aus Süditalien stammender Volkstanz. Sie zeichnet sich durch eine schnelle Musik im 3/8- oder 6/8-Takt aus.
Der Volksmund leitet den Namen von „Tarantula“ oder „Lycosa Tarentula“, einer in Italien und im Mittelmeerraum anzutreffenden Spinne, ab, deren Name sich wiederum von der Stadt Tarent in Apulien  ableitet. „Tarantella“ hieße dann im Ursprung „kleine Tarantula“. Der Biss der Tarantel ist schmerzhaft, aber nicht der Auslöser des Tarantismus. Heute wird Tarantismus als psychische Erkrankung in Verbindung mit Massensuggestion betrachtet, ein tatsächlicher Zusammenhang mit dieser oder einer anderen Spinnenart gilt als unwahrscheinlich. Der wilde Tanz sollte dabei eine Therapie darstellen: Die Musiker kamen ins Haus des Patienten oder auf den Marktplatz und begannen zu spielen; der Gebissene tanzte bis zur völligen Erschöpfung, um das Gift aus dem Körper zu treiben. Der Legende nach soll auch in Andalusien (Almería) der rhythmische Tanz, begleitet von Gitarren, ausgeführt worden sein, wenn Menschen von Skorpionen oder Spinnen gestochen wurden. 
Eine erste schriftliche Dokumentation des Tanzes geht auf Athanasius Kircher (1602–1680) zurück und findet sich beispielsweise 1674 auch bei Gaspar Sanz (LA Tarantela). Im 19. Jahrhundert, zur Zeit der Romantik, griff die Instrumentalmusik diese Musikform auf. Komponisten, die sich mit der Tarantella befassten, sind zum Beispiel Franz Schubert, Gioachino Rossini (La Danza), Fanny Hensel (Il Saltarello Romano), Franz Liszt, Sergei Rachmaninow, William Henry Squire, Alexander Borodin, Pjotr Tschaikowski, Frédéric Chopin und der US-amerikanische Komponist Louis Moreau Gottschalk („Grand Tarantelle for Piano & Orchestra“).
In der Operette „Eine Nacht in Venedig“ von Johann Strauss (Sohn) fordert Caramello, der venezianische Leibbarbier des Herzogs, in seinem Auftrittslied (Nr. 4) zum Tanz auf: „Eine neue Tarantelle zeig’ ich hier Euch auf der Stelle…“, wobei der Rhythmus der Tarantella noch an weiteren Stellen der Operette zu hören ist. Kurt Weill komponiert die Gerichtsszene seiner Oper Aufstieg und Fall der Stadt Mahagonny als Tarantella.  Der zweite Satz von John Coriglianos erster Sinfonie (1990) trägt die Bezeichnung Tarantella, und Elliot Goldenthal verwendet in seinem Ballett Othello (1998) eine ebensolche von vierzehnminütiger Dauer, um die Entwicklung von Iagos Plan gegen Othello darzustellen. Franz Josef Degenhardt griff den Tanz sowohl inhaltlich als auch spieltechnisch im Jahre 1963 in seinem gleichnamigen Stück „Tarantella“ des Albums „Rumpelstilzchen“ auf. Heute bekannte Komponisten sind zum Beispiel Otello Profazio, Beppe Junior, I Calabruzi, Mino Reitano, Pino Di Modugno, Eugenio Bennato, Renzo Arbore, Enza Pagliara, Manekà, Nidi D'arac, Ariacorte, John Serry senior und Alla Bua.

## Tarantella-Tänze (Le Tarantelle)
Tarantella ist eine Begriffsbezeichnung mehrerer Tänze (ital. Tarantelle mit jeweiliger Herkunftsbezeichnung, calabrese etc.):
- Curdedda (Sizilien)
- Maranzanata malandrina (Sizilien)
- Piglia o cane (Kampanien)
- Pizzica (Apulien)
- Quadriglia (Basilikata, Sizilien)
- Tammuriata nera (Kampanien)
- Taranta (Apulien)
- Tarantella del Gargano (Apulien)
- Tarantella Guappa (Kalabrien)
- Tarantella Molisana (Molise)
- Tarantella Montemaranese (Kampanien)
- Tarantella Lucana (Basilikata)
- Viddaneddha (Kalabrien)
- Zampugnaru Onoratu (Kalabrien)